# Pasquale Torre
Pasquale Torre (Scafati, 1º maggio 1917 – La Spezia, 12 agosto 1966) è stato un calciatore italiano, di ruolo attaccante.

## Caratteristiche tecniche
Giocava come ala sinistra.

## Carriera
Inizia l'attività nella Palmese, e nel 1939 si trasferisce al Piacenza, militante in Serie C, dovendo svolgere il servizio militare nella città emiliana; con i biancorossi disputa un campionato come riserva di Emilio Barbero.
Posto in lista di trasferimento, ritorna in Campania nella Scafatese, ancora in Serie C; lascia la squadra nel gennaio 1942 richiamato alle armi, e nel campionato 1942-1943 debutta nella serie cadetta con la maglia della Cremonese, con cui colleziona 3 presenze. Rimasto al Nord durante la Resistenza, disputa il Campionato Alta Italia 1944 nelle file del Busseto.
Terminata la guerra, si trasferisce al Bari, disputando 10 presenze nel campionato di Divisione Nazionale 1945-1946 e realizzando un gol, il 30 dicembre 1945 contro l'Anconitana; a fine stagione, tuttavia, viene ceduto dai galletti. Disputa le sue due ultime stagioni in Serie B, con la Vogherese e l'Anconitana, per un totale di 32 presenze tra i cadetti.